# Herman van Russwurm

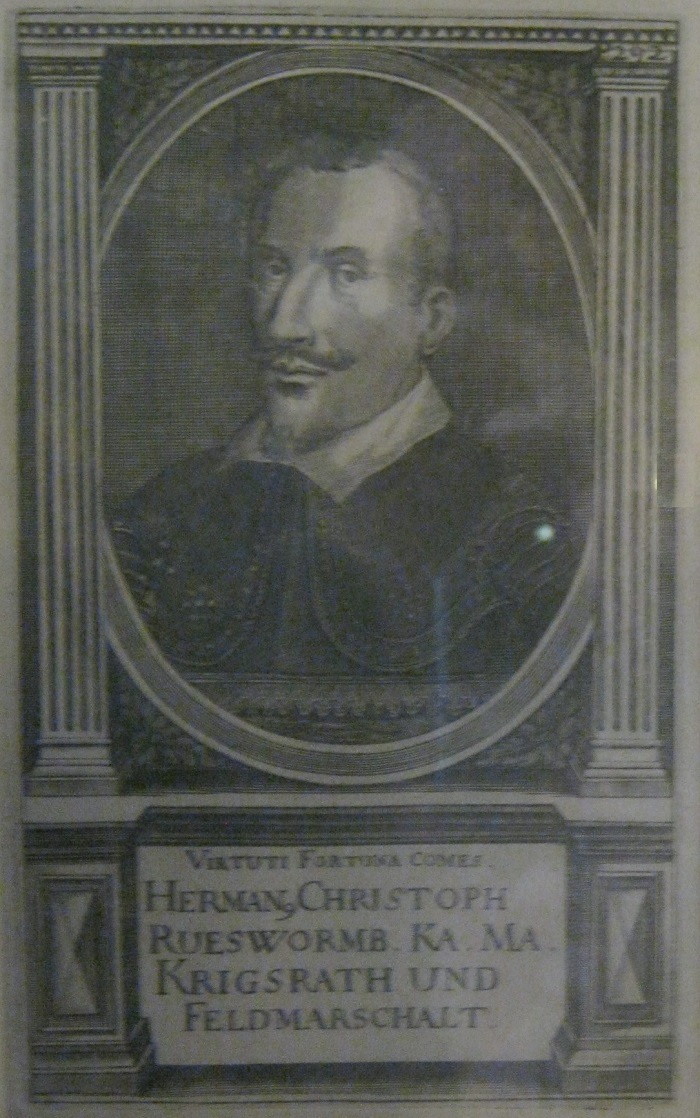

Herman Christoph graaf van Russwurm (1565 - Praag, 29 november 1605) was een veldmaarschalk van het Heilig Roomse Rijk tijdens de Vijftienjarige Oorlog tegen de Ottomanen.
Hij onderscheidde zich in de strijd tegen de Ottomanen bij Boeda en Struhlwelssenburg en werd in 1601 benoemd tot veldmaarschalk. Als opperbevelhebber in Hongarije leidde hij in 1602 de inname van Pest en andere succesvolle militaire manoeuvres tegen de Ottomanen. Hij leidde ook de hervorming van het leger. Hij raakte echter verwikkeld in allerlei intriges en wegens zijn betrokkenheid in een moordzaak werd hij ter dood veroordeeld. Hij werd in 1605 te Praag onthoofd, tegen de wil van keizer Rudolf II.